# 今でもずっと
「今でもずっと」（いま-）は、Spontaniaの5枚目のシングル（「Spontania feat. 伊藤由奈」名義）。2009年1月28日発売。

## 解説
- 前作以来約6ヶ月振りにリリースされた。
- 2009年に打ち出したコンセプトは「コラボレーション」。その第一弾シングルのフィーチャリング・ゲストに伊藤由奈を迎えた。
- 今作は「男女が別れ、新たな道を歩み始めたときに振り返ってしまう忘れられない思い」をテーマにした切ない失恋ソング[4]。
- メンバーMassattack曰く、「楽曲を聞いて、絶対に恋愛の曲を書こうと思った。恋愛の曲を書くなら、普段からよく恋愛話をしている伊藤由奈と作りたいと思った」[5]。
- ミュージック・ビデオは奥田恵梨華と大東俊介が出演している。
- 2008年12月23日、お台場ヴィーナスフォートの教会広場にてクリスマスイベント「Spontania feat. 伊藤由奈 presents『Xmas Gift』」で初披露された。
- 2009年3月23日、「伊藤由奈 feat. Spontania」名義でこの曲のアンサーソング「今でも 会いたいよ…」の着うたが配信された。

## 収録曲
1. 今でもずっと 
（作詞：Spontania、伊藤由奈、Jeff Miyahara / 作曲：Spontania、伊藤由奈、Jeff Miyahara、RYLL、coco / 編曲：Jeff Miyahara、RYLL、村田泰子、NAO）
日本テレビ系『音楽戦士 MUSIC FIGHTER』1・2月度POWER PLAY
2. My Life 
（作詞・作曲：Spontania、Jeff Miyahara / 編曲：Jeff Miyahara）
3. 今でもずっと (Instrumental)
4. My Life (Instrumental)